# MTV Video Music Award för Best Female Video
Följande artister på listan nedan har vunnit pris för Best Female Video på MTV Video Music Awards.

## Lista
| År   | Artist                 | Video                              |
| ---- | ---------------------- | ---------------------------------- |
| 1984 | Cyndi Lauper           | "Girls Just Wanna Have Fun"        |
| 1985 | Tina Turner            | "What's Love Got to Do with It"    |
| 1986 | Whitney Houston        | "How Will I Know"                  |
| 1987 | Madonna                | "Papa Don't Preach"                |
| 1988 | Suzanne Vega           | "Luka"                             |
| 1989 | Paula Abdul            | "Straight Up"                      |
| 1990 | Sinéad O'Connor        | "Nothing Compares 2 U"             |
| 1991 | Janet Jackson          | "Love Will Never Do (Without You)" |
| 1992 | Annie Lennox           | "Why"                              |
| 1993 | k.d. lang              | "Constant Craving"                 |
| 1994 | Janet Jackson          | "If"                               |
| 1995 | Madonna                | "Take a Bow"                       |
| 1996 | Alanis Morissette      | "Ironic"                           |
| 1997 | Jewel                  | "You Were Meant for Me"            |
| 1998 | Madonna                | "Ray of Light"                     |
| 1999 | Lauryn Hill            | "Doo Wop (That Thing)"             |
| 2000 | Aaliyah                | "Try Again"                        |
| 2001 | Eve feat. Gwen Stefani | "Let Me Blow Ya Mind"              |
| 2002 | Pink                   | "Get the Party Started"            |
| 2003 | Beyoncé feat. Jay-Z    | "Crazy in Love"                    |
| 2004 | Beyoncé                | "Naughty Girl"                     |
| 2005 | Kelly Clarkson         | "Since U Been Gone"                |
| 2006 | Kelly Clarkson         | "Because of You"                   |
| 2008 | Britney Spears         | "Piece Of Me"                      |
| 2009 | Taylor Swift           | "You Belong With Me"               |
| 2010 | Lady Gaga              | "Bad Romance"                      |
| 2011 | Lady Gaga              | "Born This Way"                    |